# 梅佐峰
46°05′36″N 10°35′35″E / 46.0933°N 10.59317°E
梅佐峰（義大利語：Corno di Mezzo），是意大利的山峰，位於該國北部，由特倫蒂諾-上阿迪傑大區負責管轄，屬於阿達梅洛-普雷薩內拉阿爾卑斯山脈的一部分，海拔高度2,928米，每年平均降雨量1,357毫米。